# 歷史的緊急事態
歷史的緊急事態（日语：／）是指作為国家、社会應分享記錄的重要政策事項等中，国民的生命、身体、財產蒙受或可能蒙受大規模及重大損失的事態，及在日本国政府指定下，有義務依照公文書管理準則，記錄政府会議的召開時間、出席者、發言内容、決定文書等資料，方便將來作出檢討的事態。
規定這一事態有以下要件：
1. 作為国家、社会應分享記錄的重要政策事項
2. 社會影響大，需要整個政府一起應對
3. 將來可汲取教訓
4. 国民的生命、身体、財產蒙受大規模及重大損失

按照公文書管理準則，對於決定或同意某項政策的会議，需詳細記錄出席者及發言內容等資料，其他会議只需記錄出席者及確認事項即可。

## 歷史
這一機制於2012年制定，制定契機是2011年東日本大震災相關的政府應對会議未有留下會議記錄。機制制定後数年內一直未有使用，直至2019年 - 2020年新型冠狀病毒感染症流行，2020年3月10日，首次將同感染症的政府應對措施指定為歷史的緊急事態。

## 實例
- 新型冠狀病毒感染症流行
  - 2020年3月4日，執政黨與在野黨舉行党首会談，立憲民主党代表枝野幸男在會上建議內閣總理大臣安倍晋三指定為歷史的緊急事態，獲回應「一定會考慮」。6日，規制改革担当大臣北村誠吾表示會考慮進行指定，安倍首相亦於9日上午在参議院預算委員會表示將做出指定。隨著10日提交新型流行性感冒等對策特別措置法改正案，經政府內閣會議同意，規制改革担当大臣北村誠吾正式做出指定。相關會議需要在3個月内形成會議記錄[3][4][7][8][9]。記錄對象除專家会議及決定政府對策的關係閣僚会議外，亦包含在野党指實際上決定了基本方針的聯絡会議等會議，經濟再生担当大臣兼新型冠狀對策担当大臣西村康稔17日答辯時表示「内閣官房負責的聯絡会議、課長級会議、關係閣僚会議、對策本部、幹事会、專家会議，均會認真地留下記錄」[10]。